# Louis Levadoux
 (mars 2021).
Si vous disposez d'ouvrages ou d'articles de référence ou si vous connaissez des sites web de qualité traitant du thème abordé ici, merci de compléter l'article en donnant les références utiles à sa vérifiabilité et en les liant à la section « Notes et références ».
Louis Levadoux, né le 21 avril 1912 à Clermont-Ferrand et mort le 17 septembre 1985 à Rouffiac, est un ampélographe français.

## Carrière
Louis Levadoux a travaillé sur la reconnaissance des cépages de vigne : l'ampélographie. À la suite de ses nombreuses recherches, il a entrevu une classification possible des cépages en fonction de leur origine géographique et de leurs ressemblances, notamment la forme et l'aspect de la feuille.
Carole Meredith et Jean-Marie Boursiquot ont démontré le bien-fondé de ses hypothèses : leurs récents travaux sur l'ADN de Vitis vinifera ont permis de reconstituer des portions de l'arbre généalogique de la vigne.

## Publications
- Avec Jean Branas et Georges Bernon, « La génétique en viticulture », Le Progrès agricole et viticole, nos 39-41,‎ 1938 (OCLC 71073651).
- « Contribution à l'étude du vignoble Auvergnat », Annales de l'Ecole nationale d'agriculture de Montpellier, t. XXV, fasc. III et IV,‎ 1939 (OCLC 41943092).
- Avec Jean Branas et Georges Bernon, Les Porte-greffes en viticulture : travail de la Station de recherches viticoles de l'École nationale d'agriculture de Montpellier, 1939, 82 p. (OCLC 459640152).
- Avec Jean Branas et Georges Bernon, Nouvelles observations sur la transmission du court-noué de la vigne, impr. de C. Déhan, 1946, 14 p. (OCLC 459640149).
- Avec Jean Branas et Georges Bernon, Éléments de viticulture générale, Montpellier, Ecole nationale d'agriculture, 1946 (OCLC 742892143).
- Étude de la fleur et de la sexualité chez la vigne, Montpellier, impr. de C. Déhan, 1946 (OCLC 351588629).
- La sélection et l'hybridation chez la vigne, Impr. C. Déhan, 1951, 195 p. (OCLC 637521251, lire en ligne [PDF]).
- Avec J. Artozoul et J. Bausel, Notes sur L'Ondenc ou Piquepout de Moissac, 1952, 10 p. (OCLC 63218863).
- Essai provisoire de synonymie ampélographique, Montpellier, Institut national de la recherche agronomique, 1952 (OCLC 432746306).
- La connaissance des cépages, Cahiers techniques de l'I.N.A.O., 1954.
- Monographie du baroque ou plant bordelais, Bordeaux, Impr. Delmas, 1955 (OCLC 1040406465).
- Les populations sauvages et cultivées de Vitis vinifera, Annales de l'amélioration des plantes, 1956 (OCLC 1040292296).
- « Rapport national », Bulletin de l'OIV,‎ 1957 (OCLC 1040307733).
- La Dégénérescence infectieuse de la vigne, Institut national des appellations d'origine des vins et eaux-de-vie, 1957 (OCLC 1075797788).
- Avec J.-P. Artozoul, J. Baudel, J. Bisson, M. Durquety, R. Guillot et P. Lagard, Synonymie ampélographique de l’Ouest viticole français, Paris, Annales de l’Inra Hors Série, 1960, 75 p. (OCLC 460466944).
- La Vigne et sa culture, Paris, Presses universitaires de France, coll. « Que sais-je ? », 1961, 125 p. (OCLC 1099185012, lire en ligne).
- Avec Jacques André, « La vigne et le vin des Allobroges », Journal des savants, no 3,‎ 1964, p. 169-181 (OCLC 732475055, lire en ligne).
- Histoire des variétés de vigne cultivées en Pays Brayaud et autres lieux de Basse-Auvergne, 1967 (OCLC 1040385812).
- Avec A. Benhabderrabou et B. Douaouri, Ampélographie algérienne : cépages de cuve et de table cultivés en Algérie, Société nationale d'édition et de diffusion, 1971, 118 p. (OCLC 3189301)
- « Le Bouyssou de Rouffiac », Revue de la Haute-Auvergne,‎ 1977 (OCLC 1040541412).

## Sources